# Rick van der Ven
Rick Van der Ven, né le 14 avril 1991 à Oss, est un archer néerlandais.

## Carrière
Champion d'Europe 2012, il termine quatrième des Jeux olympiques d'été de 2012 à Londres, échouant lors du match pour la troisième place face au Chinois Dai Xiaoxiang.